# استویان آتساروف
استویان آتساروف (بلغاری: Стоян Ацаров؛ زادهٔ ۲۶ ژوئن ۱۹۶۹) بازیکن فوتبال اهل بلغارستان است.
از باشگاه‌هایی که در آن بازی کرده است می‌توان به باشگاه فوتبال لفسکی صوفیه اشاره کرد.